# جبال البامير (المنتزه الوطني الطاجيكي)
جبال البامير (المنتزه الوطني الطاجيكي ) موقع تراث عالمي يقع في طاجيكستان يغطي مساحة مساحة 25000كلم2ويشمل هضبة في الشرق وجبال شاهقة في الغرب ترتفع حتى 7000م تتباين درجات الحرارة بشدة خلال فصول السنة.ويجري في المنتزه أطول الأنهار الجليدية خارج المنطقة القطبية ,ويبلغ مجموع الأنهار الجليدية 1085 نهراً جليدياً إضافة إلى 170 نهراً و400 بحيرة.
وتزدهر في المنتزه أنواع نباتات مختلفة حيث تنمو نباتات جنوب غرب آسيا ووسط آسيا .يوفر منتزه جبال البامير الملجئ لانواع نادرة ومهددة بالانقراض من الطيور والحيوانات مثل (أغنام ماركو بولو أرجيل) , نمر الثلوج وأنواع أخرى كثيرة.بسبب كثرة الزلازل القوية التي تضرب الجبل بقت هذه المنطقة غير مأهولة بالسكان ولم تتأثر بالنشاطات البشرية الدائمة مثل الزراعة والرعي.